# Carl Petersen (Polarforscher)

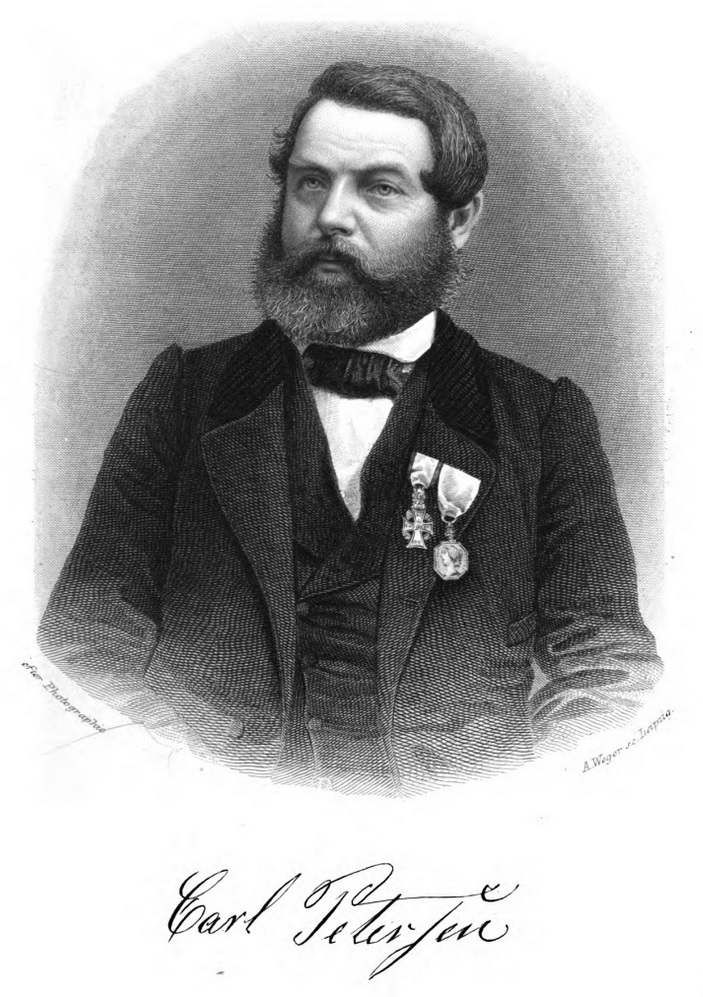
Carl Petersen (1860)

Johan Carl Christian Petersen (* 28. Juni 1813 in Kopenhagen; † 24. Juni 1880 ebenda) war ein dänischer Polarfahrer, Übersetzer und Autor.

## Leben
Petersen wurde zunächst Seemann und fuhr nach Island. Nach einer Ausbildung zum Küfer fand er 1833 eine Anstellung in Godhavn (dem heutigen Qeqertarsuaq) auf Grönland. Nachdem er sich bei einem Unfall an der rechten Hand verletzt hatte, konnte er seinen Beruf nicht mehr ausüben. Er arbeitete nun für die dänische Verwaltung in Godhavn und ab 1840 in Upernavik. 1838 heiratete er Ida Berthe Seyer (1807–1874), Tochter eines dänischen Matrosen und einer Grönländerin. Er lernte die Sprache der Inuit und wurde ein geübter Jäger und Hundeschlittenführer.
In den 1850er Jahren wurde Petersen als Dolmetscher und Hundeschlittenführer von drei britischen und amerikanischen Expeditionen angeheuert, die das Schicksal der verschollenen Franklin-Expedition aufklären wollten. 1850–1851 begleitete er den Walfänger William Penny, der im Auftrag Lady Jane Franklin mit den Schiffen HMS Lady Franklin und HMS Sophia den Wellington Channel nach Spuren John Franklins absuchte. 1853 bis 1855 nahm Petersen an der dramatisch verlaufenden 2. Grinnell-Expedition teil, die unter Leitung des US-Amerikaners Elisha Kent Kane durch den Smithsund bis ins Kane Basin vordrang, wo das Schiff, die Brigg Advance, aufgegeben werden musste. Nachdem er ein Jahr auf einem dänischen Handelsschiff gefahren war, trat Petersen seine dritte Arktisreise an, diesmal an Bord der Fox, einer kleinen Dampfyacht, die unter dem Kommando von Francis Leopold McClintock stand. Die Expedition fand im Westen von King William Island die letzten Zeugnisse der Franklin-Expedition.
1874 kehrte Petersen nach Dänemark zurück und wurde Leuchtturmwärter auf der Insel Hjelm. In seinem letzten Lebensjahr bezog er in Anerkennung seiner geleisteten Dienste eine britische Rente. Carl Petersen starb 1880 in Kopenhagen.

## Leistung
Petersen war für die von ihm begleiteten Expeditionen zweifellos von großem Wert. Von vier Expeditionen, die 1850 ausgeschickt wurden, um nach Franklin zu suchen, war William Pennys die einzige, die dank Petersen Schlittenhunde an Bord hatte. Während der Reise bildete er auch den Seemann Alexander Thompson am Hundeschlitten aus, sodass Penny im Mai 1851 zwei Hundeschlitten zur Erkundung der Ostküste von Cornwallis Island etwa 200 km nach Norden schicken konnte. Pennys Dank an Petersen war unter anderem die Vergabe des Namens „Point Petersen“ (heute Petersen Point) an ein Kap dieser Insel. Thompson führte 1852 bis 1854 den Hundeschlitten der HMS Resolute. Beide Männer spielten wieder eine Rolle auf Francis Leopold McClintocks Expedition. Dieser verfeinerte die für spätere Polarexpeditionen richtungweisende Methode, zur Erkundung langer Strecken von Männern oder Hunden gezogene Schlitten einzusetzen und Proviantlager zu errichten. Mit Petersen als Hundeschlittenführer umrundete er King William Island und konnte anhand der gemachten Funde das Schicksal der Franklin-Expedition aufklären.
Von Carl Petersen liegen zwei Bücher über seine Arktisreisen vor, die er 1857 und 1860 in dänischer Sprache veröffentlichte. Sein Bericht über die 2. Grinnell-Expedition steht in kritischem Kontrast zu Kanes offiziellem Reisebuch.

## Ehrungen
Im Anschluss an seine dritte Reise wurde Petersen 1859 vom dänischen König mit dem Dannebrog-Kreuz in Silber ausgezeichnet.
Neben Petersen Point ist auch die Petersen Bay, eine Bucht von King William Island, an der heute die Siedlung Gjoa Haven liegt, nach Carl Petersen benannt.

## Werke
- Erindringer fra Polarlandene, P. G. Philipsens Forlag, Kopenhagen 1857 (eingeschränkte Vorschau in der Google-Buchsuche)
- Den sidste Franklin-Expedition med „Fox“, Captain McClintock, Fr. Wøldikes Forlagsboghandel, Kopenhagen 1860 (Digitalisat)